# ATPAF1
El factor 1 de ensamblaje del complejo F1 mitocondrial de la ATP sintasa, también conocido como homólogo de ATP11, es una proteína que en los humanos está codificada por el gen ATPAF1.  

## Función
"Este gen codifica un factor de ensamblaje para el componente F (1) de la ATP sintasa mitocondrial". Esta proteína se une específicamente a la subunidad beta F1 y se cree que evita que esta subunidad forme homooligómeros no productivos durante el ensamblaje de la enzima. Se han identificado variantes de transcripción empalmadas alternativamente, pero no se ha determinado la validez biológica de algunas de estas variantes. 

## Otras lecturas
- Strausberg RL, Feingold EA, Grouse LH (2002). «Generation and initial analysis of more than 15,000 full-length human and mouse cDNA sequences». Proc. Natl. Acad. Sci. U.S.A. 99 (26): 16899-903. Bibcode:2002PNAS...9916899M. PMC 139241. PMID 12477932. doi:10.1073/pnas.242603899.
- Ackerman SH (2002). «Atp11p and Atp12p are chaperones for F(1)-ATPase biogenesis in mitochondria». Biochim. Biophys. Acta 1555 (1–3): 101-5. PMID 12206899. doi:10.1016/S0005-2728(02)00262-1.
- Picková A, Paul J, Petruzzella V, Houstek J (2003). «Differential expression of ATPAF1 and ATPAF2 genes encoding F(1)-ATPase assembly proteins in mouse tissues». FEBS Lett. 551 (1–3): 42-6. PMID 12965202. doi:10.1016/S0014-5793(03)00890-1.

- Datos: Q18045731